# Nykøbing Mors IF
Nykøbing Mors IF er den største fodboldklub på øen Mors. Klubben blev stiftet i 1892, hvilket gør klubben til en af Danmarks ældste[kilde mangler]. I starten stod fodbold dog ikke programmet, men blev indført få år efter klubbens grundlæggelse.
Med beliggenhed på Langelinie i Nykøbing ligger klubbens stadion placeret ud til vandet.

## Kendte spillere
Klubben har fostret flere store danske fodboldspillere gennem tiderne, heriblandt Henning Enoksen, Tommy Troelsen og Kaj Kvistgaard Poulsen, Morten Poulsen og Thomas Dalgaard.

## Landsholdskampe
Klubben har lagt græs til flere U17-landskampe, blandt andet mellem Holland og Tjekkiet, hvor Holland stillede op med Patrick Kluivert og Clarence Seedorf. Også to internationale TOTO-cup kampe har klubben med succes arrangeret.
Sidst, men ikke mindst, gæstede Michael Laudrup og Morten Olsen stadion med Oldboys-landsholdet i 1999 i forbindelse med en opvisningskamp mod Spanien. Danmark vandt kampen 2-0.